# José Silva Sánchez, Jiménez
José Silva Sánchez är en ort i Mexiko.   Den ligger i kommunen Jiménez och delstaten Tamaulipas, i den centrala delen av landet, 500 km norr om huvudstaden Mexico City. José Silva Sánchez ligger 193 meter över havet och antalet invånare är 111.
Terrängen runt José Silva Sánchez är platt. Runt José Silva Sánchez är det mycket glesbefolkat, med 4 invånare per kvadratkilometer. Närmaste större samhälle är Santander Jiménez, 7,7 km söder om José Silva Sánchez. Trakten runt José Silva Sánchez består i huvudsak av gräsmarker.